# セントメアリー・ケイオン教区
セントメアリー・ケイオン教区（英語: Saint Mary Cayon Parish）は、セントクリストファー・ネイビスのセントクリストファー島にある行政教区のひとつ。面積は15.1平方キロメートル、人口は3,435人（2011年国勢調査）。
1901年より綿繰り機を使った綿の工場が稼働し、20世紀のセントクリストファー・ネイビス経済を支えた工業地域のひとつに数えられた。綿工場は1970年の国営化のあと程なくして閉鎖され、現在は農業が主体となっている。
区内の生態系は雲霧林、マングローブ、サンゴ礁があり、砂浜はオサガメの営巣地で、グレーフルーツヘラコウモリ、ウオクイコウモリ、パラスオヒキコウモリなどのコウモリ（島で唯一の在来種の陸生哺乳類）およびオウギハチドリ、アンチルカンムリハチドリ、エソが生息している。2011年にユネスコの生物圏保護区に指定された。

## 主要都市
セントクリストファー・ネイビスの行政教区には行政中心地が存在しない。最大の都市はケイオン。
- ケイオン（Cayon）
- ロッジ（Lodge）
- オットリーズ（Ottley's）
- リトル・イタリー（Little Italy）
- スプーナーズ（Spooner's）
- キーズ（Keys）